# 71. pehotni polk (Avstro-Ogrska)
Za druge 71. polke glejte 71. polk.
71. pehotni polk (izvirno nemško Infanterie-Regiment Nr. 71; dobesedno slovensko: Pehotni polk št. 71) je bil pehotni polk k.u.k. Heera.

## Poimenovanje
- Ungarisches Infanterie Regiment »Galgótzy« Nr. 71
- Infanterie Regiment Nr. 71 (1915 - 1918)

## Zgodovina
Polk je bil ustanovljen leta 1860. 

### Prva svetovna vojna
Polkovna narodnostna sestava leta 1914 je bila sledeča: 85% Slovakov in 15% drugih. Naborni okraj polka je bil v Trencinu, pri čemer so bile polkovne enote garnizirane sledeče: Trencin (štab, II. in III. bataljon), Trnava (I. bataljon) in Bratislava (IV. bataljon).
V sklopu t. i. Conradovih reform leta 1918 (od junija naprej) je bilo znižano število polkovnih bataljonov na 3.

## Organizacija
1918 (po reformi)
- 1. bataljon
- 2. bataljon
- 4. bataljon

## Poveljniki polka
- 1865: Heinrich Widenmann[6]
- 1879: Johann von Nemethy[7]
- 1908: Karl Čanić de Starigrad[8]
- 1914: Friedrich von Tilzer[1]